# Govan Mbeki
Govan Archibald Mvuyelwa Mbeki (9 de juliol de 1910 – 30 d'agost de 2001) va ser un polític sud-africà, pare d'expresident sud-africà Thabo Mbeki i de l'economista polític Moeletsi Mbeki.

## Biografia

### Joventut
El seu nom, Govan, li van posar en memòria d'Edward Govan, un missioner escocès fundador del Lovedale College, l'escola on va estudiar a Cap Oriental.
Posteriorment va estudiar a la Universitat de Fort Hare, on es va graduar el 1936 en Política i Psicologia, a més a més d'aconseguir un diploma que li permetia exercir la pedagogia. A Fort Hare hi va conèixer molts dels líders africans amb qui després col·laboraria.

### Lluita política i detenció
Durant la dècada de 1950, Mbeki es va unir al Partit Comunista de Sud-àfrica (SACP); posteriorment també es va unir al Congrés Nacional Africà (ANC).
El 1954 va començar a treballar al diari New Age, l'únic d'aquest tipus a Sud-àfrica que va donar suport al moviment d'alliberament durant els següents vuit anys. Mbeki hi va tenir un paper molt important, escrivint pàgines i columnes on es reflectien les condicions de vida del poble negre, així com les seves demandes i aspiracions. El novembre de 1962 el ministre de Justícia, John Vorster, va prohibir el New Age. Quan l'editorial va intentar crear-ne un successor, Vorster no va prohibir el nou diari, però si els seus editors i escriptors.
L'11 de juliol de 1963, Govan Mbeki va ser arrestat a la base central a Sud-àfrica del grup Umkhonto We Sizwe ("La llança de la nació"), que era el braç militar de l'ANC, a Liliesleaf Farm, Rivonia, prop de Johannesburg. Així, es va convertir en un dels acusats en el famós Judici de Rivonia, que va començar l'octubre d'aquell any. Va ser acusat de sabotatge i intent de canviar el govern mitjançant activitats violentes.
El judici va acabar el juny de 1964; Mbeki va ser sentenciat a cadena perpètua juntament amb Nelson Mandela, Walter Sisulu, Ahmed Kathrada, Andrew Mlangeni, Billy Nair, Elias Motsoaledi, Raymond Mhlaba i Denis Goldberg.
El 26 de juny de 1980, el secretari general de l'ANC, Alfred Nzo, va anunciar que a Mbeki se li concedia la Medalla Isitwalandwe, l'honor més alt atorgat per l'ANC. Mbeki no va poder presentar-se per rebre aquest premi, ja que estava complint la seva pena de cadena perpètua a la presó de Robben Island.

### Vida post-apartheid
Govan Mbeki va ser alliberat, després de passar 24 anys a la presó de Robben Island, el 5 de novembre de 1987. Va servir com a senador després de les primeres eleccions democràtiques post-apartheid a partir del 1994. Entre 1994 i 1997 va ser President del Senat, i entre 1997 i 1999 del seu successor, el Consell Nacional de Províncies.
Mbeki va rebre un doctorat honoris causa en Ciències Socials per part de la Universitat d'Amsterdam. Com que es trobava empresonat a Robben Island, el seu fill Thabo el va recollir en nom seu.